# دوز تعریف‌شده روزانه
دوز تعریف شده روزانه (به انگلیسی: Defined daily dose) (به اختصار DDD) براساس تعریف ارائه شده توسط سازمان جهانی بهداشت  عبارتست از متوسط دوز نگهدارنده از یک دارو در یک فرد بالغ، هنگامی که در کاربرد اصلی آن مورد استفاده قرار می گیرد. 
نخستین فهرست جامع از دوزهای تعریف شده روزانه در سال ۱۹۷۵ در نروژ منتشر گردید. با استفاده از این واحد، توصیف و مقایسه مصرف داروها در سطوح ملی و بین المللی میسر می گردد. 